# Karen Hedlund

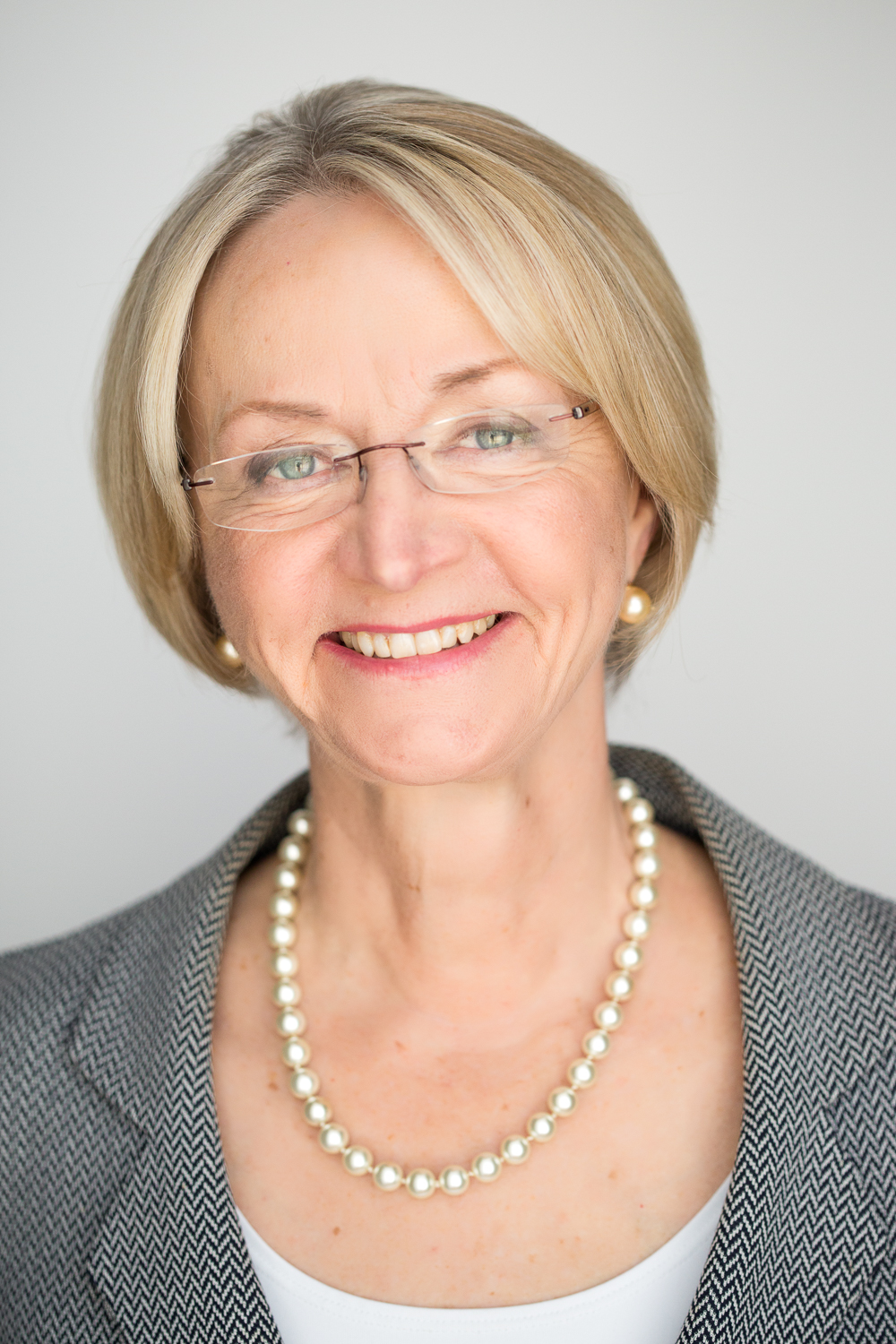
Karen Hedlund

Karen Jean Hedlund (geboren am 27. Oktober 1948 in Chicago, Illinois) ist eine amerikanische Juristin und Unternehmensberaterin, seit 2021 ist sie Mitglied der amerikanischen Regulierungsbehörde Surface Transportation Board.

## Leben
Die Tochter von Reuben E. und Jane C. Hedlund studierte am Radcliffe College (Harvard University) und erlangte dort 1970 den Abschluss als Bachelor. An der Georgetown University erlangte sie 1974 den Juris Doctor.
Anschließend arbeitete sie für verschiedene Anwaltskanzleien und Beratungsunternehmen. So war sie Partner für Mayer Brown und Skadden Arps. Anschließend war sie Executive Vice President und Chefjuristin für den Lebensversicherer SunAmerica Inc.
Von 1995 bis 2009 war sie Partner bei Nossaman LLP. Während dieser Zeit beriet sie bundes-, staats- und lokale Verwaltungen unter anderem bei der Entwicklung und Finanzierung von Infrastrukturprojekten alle Art. Ihr Spezialgebiet waren Projekte der öffentlich-privaten Partnerschaft (ÖPP bzw. PPP).
Von Juni 2009 bis Juni 2010 arbeitete sie als Chefjuristin für die Federal Highway Administration und war unter anderem für die Fördermittel des American Recovery and Reinvestment Act zuständig. Anschließend wechselte sie als Chefjuristin zur Federal Railroad Administration. Dort war sie unter anderem für die Einführung des High-Speed Intercity Passenger Rail Program verantwortlich. Ab November 2011 bis 2014 war sie Verwaltungsleiter (Deputy Administrator) der Federal Railroad Administration. Während dieser Zeit verantwortete sie unter anderem Förderprogramm für 10 Milliarden US-Dollar für den Schienenpersonen- und Güterverkehr. Damit erfolgte unter anderem die Finanzierung der Schienenverkehrsprojekte California High Speed Rail und im Northeast Corridor. Während der Zeit bei der FRA saß sie im Aufsichtsrat der Moynihan Station Development Corporation und der Union Station Development Corporation in Washington.
Ab dem 20. Januar 2015 arbeitete sie für das Beratungsunternehmen WSP Global (vormals Parsons Brinckerhoff). In dieser Position war sie vor allem für PPP-Programme tätig, insbesondere im Schienenverkehr im Northeast Corridor und bei der Verbindung von Seattle mit Portland und Vancouver.
Am 29. April 2021 wurde sie von Präsident Joe Biden für den Sitz der ausscheidenden Ann Begeman in der amerikanischen Regulierungsbehörde Surface Transportation Board nominiert. Am 16. Dezember 2021 wurde sie vom Senat für eine Amtszeit bis zum 31. Dezember 2025 bestätigt. Die Bestätigung verzögerte sich, da Mike Lee, Senator aus Utah befürchtete, dass sie Einfluss auf das Genehmigungsverfahren für die Uintah Basin Railway nehmen könnte. Er gab seinen Widerstand auf, nach dem am 15. Dezember 2021 das Projekt genehmigt wurde. Am 3. Januar 2022 legte sie ihren Amtseid ab und nahm ihre Tätigkeit auf.
Im Oktober 1969 heiratete sie Barry Mark Schneider. Ihr Bruder Reuben L. Hedlund (1936–1982) war Jurist und Vorsitzender der Chicago Plan Commission.